# Bockenheimer Warte (métro léger de Francfort)
Bockenheimer Warte est une station du métro de Francfort. La station est sur les lignes U4, U6 et U7, dans la district de Westend de Francfort-sur-le-Main.